# Lindsaea chienii
Lindsaea chienii är en ormbunkeart som beskrevs av Ren-Chang Ching. Lindsaea chienii ingår i släktet Lindsaea och familjen Lindsaeaceae. Inga underarter finns listade.